# أيدع أريجي
أيدعة أريجية (الاسم العلمي:Dracaena fragrans) هي نوع من النباتات تتبع جنس الدراسينا من الفصيلة الهليونية.